# Паруса (созвездие)
Паруса́ (реже — Па́рус) (лат. Vela) — созвездие южного полушария неба. Его южная граница проходит по самым богатым областям Млечного Пути. Занимает на небе площадь в 499,6 квадратного градуса, содержит 195 звёзд, видимых невооружённым глазом.
Самая яркая звезда созвездия — γ Парусов (иногда называемая Регором), имеющая видимый блеск в +1,75m. Это кратная звёздная система, состоящая по меньшей мере из шести звёзд, самая яркая из которых является голубым сверхгигантом спектрального класса O9. δ Парусов — тоже кратная звезда; она состоит предположительно из 6 компонентов. В созвездии находятся также известный пульсар Vela с периодом вращения 0,0892 с, удалённый от Солнца на расстояние около 1000 св. лет, и система из двух коричневых карликов Луман 16 (WISE 1049-5319), которая является третьей по удалённости от Солнца известной звёздной системой (6,588 св. лет).

## Условия наблюдения
На территории России созвездие частично наблюдается в южных районах, начиная с 53-й северной широты. Чем южнее наблюдатель, тем большая часть созвездия доступна для обозрения. Первая яркая звезда созвездия λ Парусов наблюдается, начиная с широты +46°34'03" (это примерно на 12' севернее широты  Астрахани); в Адлере эта звезда восходит примерно на 3°, а на юге Дагестана — примерно на 5°. Звезда γ Парусов на территории России едва восходит над горизонтом лишь в южных районах Дагестана, а другие яркие звёзды созвездия в России не наблюдаются. Но звезда  μ Парусов видна в южных районах бывшего СССР, она восходит уже в Ереване, Баку и Фергане, не говоря уже о более южных городах. Звезда δ Парусов в пределах территории бывшего СССР едва показывается у самого горизонта лишь в Кушке и её южных окрестностях, но κ Парусов не восходит и там. Видимость звезды κ Парусов имеет место южнее широты +34°59'22", а полная видимость созвездия — на широтах южнее +33°30'. Лучшее время для наблюдения — февраль.

## Астеризмы
Звёзды δ и κ Парусов входят в астеризм Ложный крест.

## История
Новое созвездие. Первоначально оно было частью большого созвездия Корабль Арго. В 1752 году по инициативе Лакайля Корабль Арго был разделён на три созвездия — Паруса, Корма и Киль. К ним Лакайль добавил новое созвездие Компас.